# اندیس منگنز جنوبغرب نصرت آباد
منگنز جنوبغرب نصرت آباد یک اندیس فلزی است که در  استان سیستان و بلوچستان قرار دارد و مادهٔ معدنی موجود در آن، منگنز است.سنگ میزبان این اندیس کالردملانژ است و دیرینگی آن به دوران کرتاسه بالایی-پالئوسن می‌رسد. 